# IC 5269B
IC 5269B est une galaxie spirale barrée située dans la constellation de la Grue. Sa vitesse par rapport au fond diffus cosmologique est de 1 398 ± 19 km/s, ce qui correspond à une distance de Hubble de 20,6 ± 1,5 Mpc (∼67,2 millions d'al). 
IC 5269B présente une large raie HI et c'est une galaxie émettrice de rayons X.
À ce jour, cinq mesures non basées sur le décalage vers le rouge (redshift) donnent une distance de 21,440 ± 6,714 Mpc (∼69,9 millions d'al), ce qui est à l'intérieur des valeurs de la distance de Hubble. Notons cependant que c'est avec la valeur moyenne des mesures indépendantes, lorsqu'elles existent, que la base de données NASA/IPAC calcule le diamètre d'une galaxie et qu'en conséquence le diamètre d'IC 5269B pourrait être d'environ 17,9 kpc (∼58 400 al) si on utilisait la distance de Hubble pour le calculer.   

## Les groupes de la région d'IC 5269B

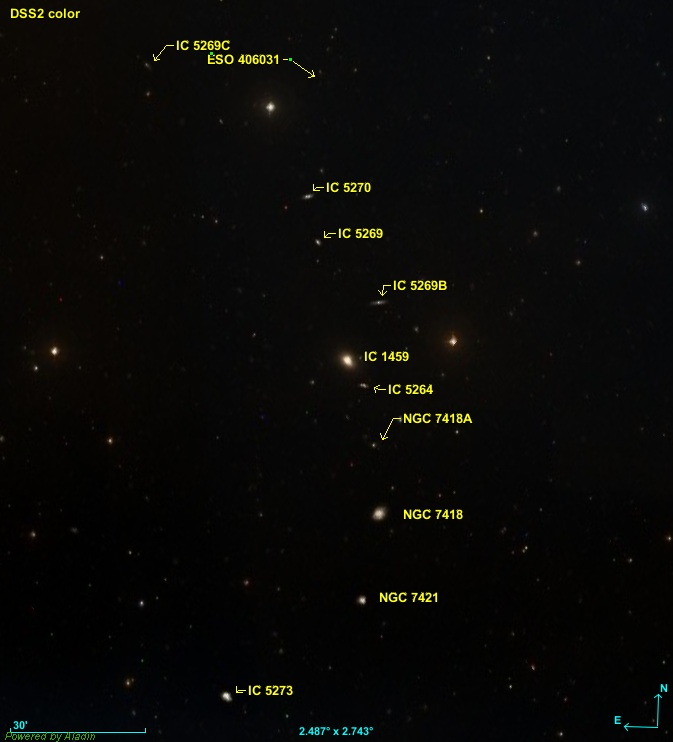
Plusieurs galaxies se trouvent dans la même région qu'IC 5229B et, selon le critères de regroupement, il existe plusieurs groupes dont la composition est variable selon les auteurs.

Il existe au moins cinq groupes de galaxies à proximité de NGC 5721 et, selon deux publications parues en 1992 et 1993, peut-être plus. Ces cinq groupes sont ceux d'IC 1459, d'IC 5264, de NGC 7410, de NGC 7421 et de NGC 7582. La composition de ces groupes varie cependant selon les publications et même selon deux publications auxquelles a participé Pascal Fouqué : par exemple, dans la publication de 1992 NGC 7418A est un membre du groupe de NGC 7421 et dans celle de 1993, elle est membre du groupe d'IC 5264. Le tableau ci-dessous montre l'appartenance des galaxies aux divers groupes selon les auteurs.
| Galaxie    | Sengupta   | Fouque (1992) | Garcia     | Fouque (1993) | Huchra      |
| ---------- | ---------- | ------------- | ---------- | ------------- | ----------- |
| NGC 7404   |            |               |            | Gr NGC 7410   |             |
| NGC 7410   |            | Others        |            | Gr NGC 7410   | Gr NGC 7421 |
| NGC 7412   |            | Gr NGC 7582   |            | Gr IC 5264    |             |
| NGC 7416   |            |               |            |               | Gr NGC 7421 |
| NGC 7418   | Gr IC 1459 | Gr IC 1459    | Gr IC 1459 | Gr IC 1459    |             |
| NGC 7418A  |            | Gr NGC 7421   | Gr IC 5264 | Gr IC 5264    | Gr IC 1459  |
| NGC 7421   | Gr IC 1459 | Gr NGC 7421   | Gr IC 1459 | Gr IC 1459    | Gr NGC 7421 |
| NGC 7456   |            |               |            |               | Gr NGC 7421 |
| NGC 7462   |            |               |            |               | Gr NGC 7421 |
| NGC 7496   |            |               |            | Gr NGC 7582   |             |
| NGC 7531   |            | Gr NGC 7582   |            | Gr NGC 7582   |             |
| NGC 7545   |            |               |            | Others        |             |
| NGC 7552   |            | Gr NGC 7582   |            | Gr NGC 7582   |             |
| NGC 7582   |            | Gr NGC 7582   |            | Gr NGC 7582   |             |
| NGC 7590   |            | Gr NGC 7582   |            | Gr NGC 7582   |             |
| NGC 7599   |            | Gr NGC 7582   |            | Gr NGC 7582   |             |
| NGC 7632   |            | Gr NGC 7582   |            | Gr NGC 7582   |             |
| IC 1459    | Gr IC 1459 | Gr IC 1459    | Gr IC 1459 | Gr IC 1459    | Gr IC 1459  |
| IC 5240    |            | Others        |            | Others        |             |
| IC 5263    |            |               |            |               | Gr NGC 7421 |
| IC 5264    |            |               | Gr IC 5264 | Gr IC 1459,   | Gr NGC 7421 |
| IC 5267    |            | Gr NGC 7582   |            | Gr IC 5264    |             |
| IC 5267A   |            | Gr NGC 7582   |            | Gr IC 5264    |             |
| IC 5267B   |            | Gr NGC 7582   |            | Gr IC 5264    |             |
| IC 5269    | Gr IC 1459 | Gr NGC 7421   | Gr IC 5264 | Gr IC 5264    | Gr NGC 7421 |
| IC 5269B   | Gr IC 1459 | Gr IC 1459    | Gr IC 1459 | Gr IC 1459    |             |
| IC 5269C   | Gr IC 1459 |               |            | Gr IC 1459    |             |
| IC 5270    | Gr IC 1459 | Gr IC 1459    | Gr IC 1459 | Gr IC 1459    |             |
| IC 5271    |            | Gr IC 1459    |            | Gr IC 1459    |             |
| IC 5273    |            | Others        |            |               | Gr NGC 7421 |
| IC 5325    |            | Gr NGC 7582   |            | Gr NGC 7582   |             |
| ESO 289-12 |            |               |            | Others        |             |
| ESO 291-24 |            |               |            | Gr NGC 7582   |             |
| ESO 294-14 |            | Others        |            | Others        |             |
| ESO 345-42 |            |               |            | Others        |             |
| ESO 346-25 |            |               |            | Gr NGC 7410   |             |
| ESO 374-2  |            |               |            | Gr NGC 7582   |             |
| ESO 347-2A |            | Gr NGC 7582   |            |               |             |
| ESO 347-20 |            |               |            | Gr NGC 7582   |             |
| ESO 347-29 |            | Others        |            | Others        |             |
| ESO 406-31 |            |               |            | Gr IC 1459    |             |
| ESO 406-42 |            | Others        |            |               |             |
| ESO 407-2  |            |               |            | Gr IC 1459    |             |
| ESO 407-7  |            | Gr IC 1459    |            | Gr IC 1459    |             |
| ESO 407-9  |            | Gr IC 1459    |            | Gr IC 1459    |             |

Ce tableau permet d'identifier les membres de chaque groupe. Si un ou deux astérisques suivent la désignation de la galaxie, c'est qu'elle pourrait appartenir à deux ou même trois autres groupes selon les sources consultées.

### Groupe de NGC 7410
Le groupe de NGC 7410 est un trio de galaxies selon Fouque, Proust, Quintana et Ramirez. Il comprend les galaxies NGC 7404, NGC 7410* et ESO 346-25.

### Groupe de NGC 7421
Le groupe de NGC 7421 contiendrait 10 membres, soit NGC 7410*, NGC 7416 (erreur), NGC 7418A**, NGC 7421*, NGC 7456, NGC 7462, IC 5263, IC 5264**, IC 5269**, IC 5271 et IC 5273*.

### Groupe de NGC 7582
En fusionnant les diverses sources, on se rend compte que le groupe de NGC 7582 serait le plus peuplé de la région. Il renfermerait 16 membres, soit NGC 7412*, NGC 7496, NGC 7531, NGC 7552, NGC 7582, NGC 7590, NGC 7599, NGC 7632, IC 5267*, IC 5267A*, IC 5267B*, IC 5325, ESO 291-24, ESO 347-2, ESO 347-2A et ESO 347-20.

### Groupe d'IC 1459
Selon Fouque, Proust, Quintana et Ramirez, le groupe d'IC 1459 renfermerait 11 membres. Cependant, en consultant le tableau on se rend compte que trois autres galaxies pourraient être aussi membres du groupe. A. M. Garcia mentionne aussi l'existence du groupe d'IC 1459, mais selon lui, il ne referme que six galaxies. Selon Chandreyee et Ramesh, la galaxie émettrice de rayons X IC 5269C fait aussi partie du groupe. Le groupe d'IC 1459 contiendrait donc 14 membres, soit NGC 7418, NGC 7418A, NGC 7421*, IC 1459*, IC 5264**, IC 5269**, IC 5269B, IC 5269C, IC 5270, IC 5271*, ESO 406-31, ESO 407-2, ESO 407-7 et ESO 407-9.
Une étude publiée en 2018 indique qu'IC 1459 et une grande partie de son groupe baignent dans un vaste complexe de régions HI, probables vestiges d'interactions gravitationnelles entre ses membres. D'après cette même étude, les galaxies NGC 7418A et IC 5264 sont membres du groupe d'IC 1459. Comme on peut le constater en consultant le tableau, cette étude est l'une des seules sources à placer ces deux galaxies dans le groupe d'IC 1459, l'autre étant Chandreyee et Sengupta qui place aussi IC 5264 dans le groupe d'IC 1459.

### Groupe d'IC 5264
Le groupe d'IC 5264 renfermerait sept galaxies, soit NGC 7412*, NGC 7418A*, IC 5264**, IC 5267*, IC 5267A*, IC 5267B* et IC 5269**.